# Hardy (Schiff, 1936)
HMS Hardy (H87) war der für die Zerstörer der H-Klasse der britischen Royal Navy gebaute Flottillenführer im Zweiten Weltkrieg. Die Hardy und die Zerstörer der H-Klasse ersetzten die Zerstörer der „C“-Klasse bei der britischen „2nd Destroyer Flotilla“, die im westlichen Mittelmeer bei den sogenannten Neutralitätspatrouillen vor der spanischen Küste eingesetzt wurde.
Bei Kriegsbeginn wurden die Zerstörer in den Atlantik verlegt, um sich an der Suche nach den deutschen Panzerschiffen zu beteiligen und deutsche Handelsschiffe an der Rückkehr in die Heimat zu hindern. Im April 1940 gehörte die 2. Zerstörerflottille zu den britischen Kräften, die für Gegenmaßnahmen gegen die deutsche Besetzung Norwegens zur Verfügung standen. Am 10. April lief die Hardy mit vier Zerstörern der Flottille in den Hafen von Narvik, den die Deutschen am Vortag besetzt hatten, und konnte dort zwei deutsche Zerstörer versenken und zwei weitere beschädigten. Die sich zurückziehende Flottille wurde von den fünf in Nebenfjorden liegenden Zerstörern überrascht. Die Hardy erhielt schwere Treffer im Vorschiff und im Aufbau, verlor fast alle Offiziere und wurde sinkend auf Strand gesetzt. Die Flut trieb das verlassene Wrack wieder auf, das dann treibend in seichtem Wasser kenterte.

## Die Geschichte des Schiffes
Der Bau des im Dezember 1934 bestellten Flottillenführers wurde am 30. Mai 1935 begonnen.
Das Schiff lief am 7. April 1936 bei Cammell, Laird & Company vom Stapel. Die Werft in Birkenhead am River Mersey war am Zerstörer-Neubauprogramm der Royal Navy bis dahin mit zwei Neubauten der „F“-Klasse beteiligt.
In Dienst gestellt wurde der Flottillenführer Hardy am 11. Dezember 1936.

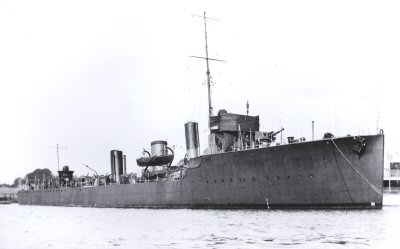
Die vorhergehende Hardy

Namensgeber des Schiffes war Vizeadmiral Sir Thomas Masterman Hardy,  in der Schlacht von Trafalgar Flaggkapitän Nelson´s auf der Victory. Der Flottillenführer war das siebte nach Hardy benannte Schiff der Navy. Zuletzt hatte den Namen von 1912 bis 1921 ein bei Thornycroft gebauter Zerstörer der Acasta-Klasse getragen.
Die Flottillenführer der britischen Flottenzerstörer der „A“- bis „I“-Klasse waren keine einheitliche Klasse, sondern hatten Ähnlichkeiten untereinander und zu der zeitgleich gebauten Zerstörerklasse (siehe Die Flottillenführer der A- bis I-Klasse). Die Hardy war gut vier Meter länger und einen Fuß breiter als die „Normal“-Zerstörer der H-Klasse. Sie verfügte über ein fünftes 120-mm-Geschütz zwischen den Schornsteinen und glich in ihren sonstigen Leistungen den Zerstörern der H-Klasse.

## Einsatzgeschichte
Die Hardy und die neuen Zerstörer der „H“-Klasse ersetzen ab 1937 in der 2. Zerstörerflottille bei der britischen Mittelmeerflotte die Zerstörer der „C“-Klasse und ältere Zerstörer. Die Flottille war seit dem Ausbruch des spanischen Bürgerkriegs an den sogenannten Neutralitätspatrouillen vor der spanischen Küste im westlichen Mittelmeer eingesetzt, um Waffenlieferungen an die spanischen Kriegsparteien im Zusammenwirken mit französischen Schiffen zu verhindern. Als der Zerstörer Hunter am 13. Mai 1937 vor Almería vermutlich einen Minentreffer erlitt, unterstützte das Führerboot der Flottille anfangs den Havaristen, bis dieser soweit klar war, dass er abgeschleppt werden konnte und weitere Hilfe eingetroffen war. Die Hardy lag dann am 23. Mai 1937 in Palma de Mallorca, als der Hafen von nationalspanischen Flugzeugen angegriffen wurde, erlitt aber keine Schäden. Als 1939 der spanische Bürgerkrieg zu Ende ging, begannen die Überholungen der H-Zerstörer in der Heimat. So wurde die Hardy im Juni und Juli 1939 in Devonport gründlich instand gesetzt und war beim Ausbruch des Zweiten Weltkriegs wieder in Malta.

### Kriegseinsätze
Die Hardy befand sich mit den Zerstörern Hostile, Hasty, Hero und Hereward beim Kriegsbeginn im Mittelmeer und wurde für Sicherungs- und Überwachungsaufgaben eingesetzt und dann noch im September nach Gibraltar verlegt. Die anderen vier Zerstörer der Klasse schlossen ihre Überholungen in der Heimat ab bzw. konnten nur die absolut notwendigen Reparaturen durchführen und wurden dann nicht wieder ins Mittelmeer, sondern nach Freetown verlegt. Ende September 1939 wurden auch die Hardy aus Gibraltar und die vier noch im Mittelmeer verbliebenen H-Zerstörer zu einer neu zu bildenden Force K kommandiert. Die Hardy verließ mit den vier Flottillenbooten am 5. Oktober 1939 Gibraltar nach Freetown. Sie schlossen sich auf See den aus Großbritannien kommenden Hauptkampfschiffen der Force K (Träger Ark Royal und Schlachtkreuzer Renown) an und bildeten dann den Sicherungsschirm der beiden Großkampfschiffe. Die neu gebildete Kampfgruppe sollte sich an der Suche nach den deutschen Panzerschiffen beteiligen. Die Hardy beteiligte sich mit weiteren Zerstörern an zwei Suchfahrten Ark Royal im Oktober in das Gebiet um den Sankt-Pauls-Felsen und dann in Richtung Ascension. Als der Träger Mitte November mit der Renown bis nach Südafrika ging, blieben die Zerstörer in Freetown zurück und die Hardy überwachte mit einem Teil der Flottille das Seegebiet zwischen Freetown und Pernambuco.
Am 17. Dezember sammelten sich Renown, Ark Royal und der Leichte Kreuzer Neptune sowie die Hardy mit den Zerstörern Hostile, Hereward und Hasty vor Rio de Janeiro, um gegebenenfalls gemeinsam nach Süden zum Río de la Plata zulaufen, um die Admiral Graf Spee beim Versuch einer Flucht aus Montevideo zu stellen. Auf die Nachricht von der Selbstversenkung des Panzerschiffs verlegte der Verband wieder an die westafrikanische Küste.
Anfang 1940 wurde die Flottille in die Gewässer um die Britischen Inseln zurückbefohlen. Die Hardy verließ Freetown am 13. Januar und wurde vom 25. Januar bis zum 12. Februar 1940 in Devonport überholt und dann aus Greenock zur Sicherung der nordwestlichen Zufahrtswege der Britischen Inseln eingesetzt. Ab Anfang März war sie dann wieder Führerschiff der „2nd Destroyer Flotilla“, jetzt bei der Home Fleet in Scapa Flow.
Ab dem 6. April 1940 sicherte die Hardy mit Havock, Hunter und Hotspur die als Minenleger eingesetzten vier Zerstörer der „20th Destroyer Flotilla“ (Express, Esk, Icarus, Impulsive), die als Teil der Operation Wilfred nahe Bodø am 8. eine Minensperre im Vestfjord ausbrachten, um den Transport von schwedischem Eisenerz über Narvik nach Deutschland zu stören. Anschließend schloss sich die Hardy mit den Sicherungszerstörern dem britischen Deckungsverband um die Renown an.

### Das Ende derHardy
Nachdem deutsche Truppen im Rahmen des Unternehmens Weserübung von deutschen Zerstörern in Narvik gelandet worden waren, lief die Hardy unter ihrem Flottillenchef und Kommandanten Captain Bernard Warburton-Lee zusammen mit einem Teil ihrer Flottille aus, um den Ofotfjord zu blockieren. Am 10. April 1940 kommandierte Warburton-Lee den ersten Angriff der Briten auf Narvik. Am frühen Morgen führte er die Hardy mit Hunter, Hotspur, Havock und Hostile in den Hafen von Narvik, wo sie die Deutschen überraschten. Ein Torpedo der Hardy traf den deutschen Führerzerstörer Wilhelm Heidkamp und setzte ihn außer Gefecht. Auf ihm fiel der deutsche Befehlshaber, Kommodore Friedrich Bonte. Ein Schneesturm machte beiden Seiten ein gezieltes Schießen fast unmöglich. Die britischen Angreifer versenkten nach der Wilhelm Heidkamp auch den Zerstörer Anton Schmitt und beschädigten die Zerstörer Diether von Roeder und Hans Lüdemann. Dazu gingen durch Torpedo- oder Artillerietreffer der britischen Zerstörer die deutschen Handelsschiffe Neuenfels (8096 BRT), Aachen (6388 BRT), Altona (5892 BRT), Hein Hoyer (5836 BRT) und Martha H. Fisser (4879 BRT) verloren, weitere Schiffe wurden beschädigt.

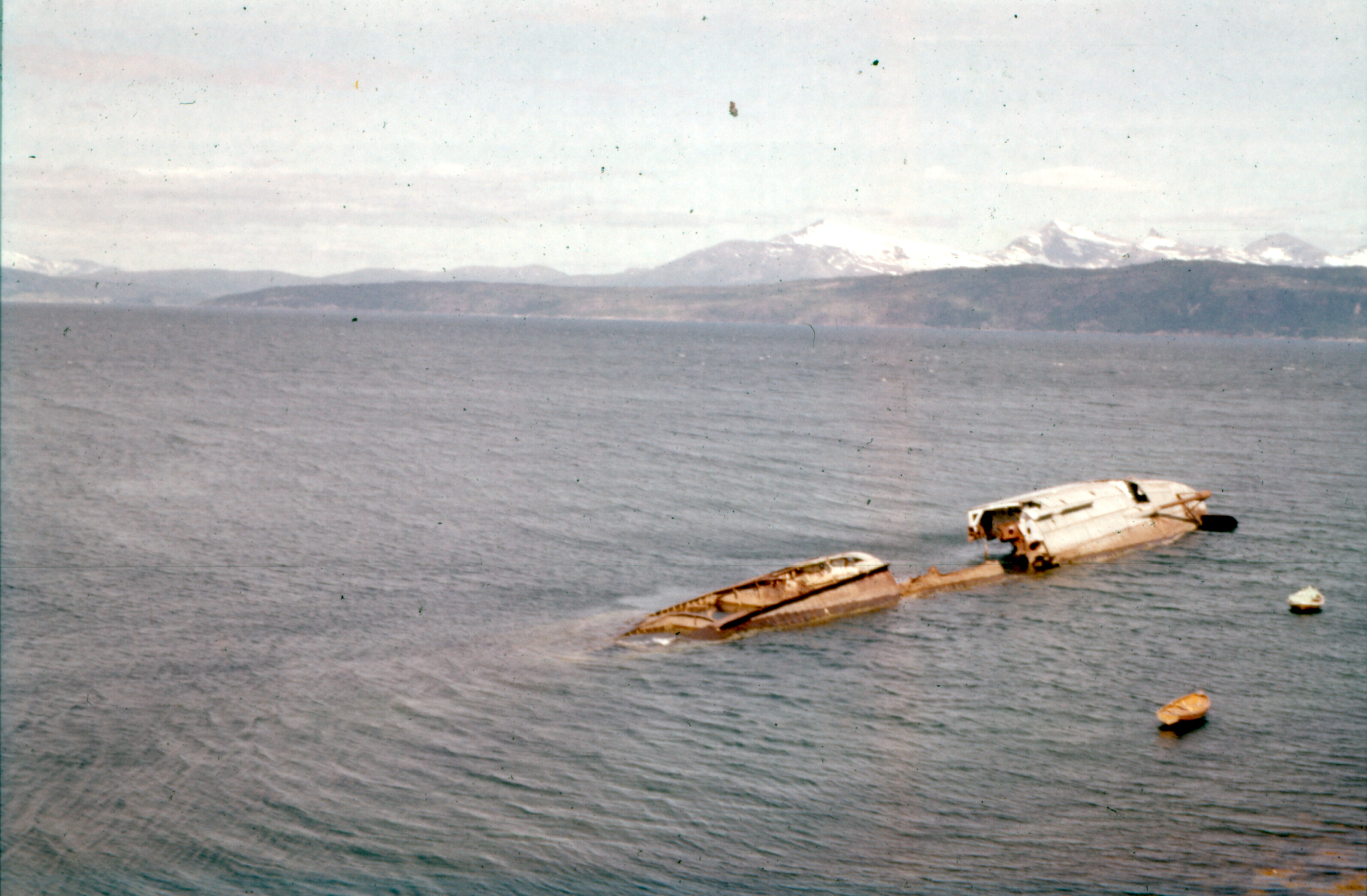
Das Wrack der Hardy, Juli 1962

Von nur sechs deutschen Zerstörern in Narvik ausgehend trat Captain Warburton-Lee den Rückmarsch an. Die sich zurückziehende Flottille wurde von den fünf in Nebenfjorden liegenden deutschen Zerstörern überrascht. Die Georg Thiele und die Bernd von Arnim konzentrierten sich auf die Beschießung der Hardy, die schwere Treffer im Vorschiff und im Aufbau erhielt. Die Hardy verlor fast alle Offiziere.
Captain Warburton-Lee wurde durch einen Treffer auf der Brücke tödlich verwundet: er erhielt postum als erster britischer Soldat im Zweiten Weltkrieg das Victoria-Kreuz verliehen.
Es gelang der Besatzung, HMS Hardy am Südufer des Fjordes bei 68° 24′ N, 17° 12′ O auflaufen zu lassen, wodurch die Verluste unter den Besatzungsmitgliedern in Grenzen gehalten werden konnten. Vom aufgelaufenen Schiff verschoss die Besatzung noch (erfolglos) ihre letzten Torpedos und versuchte mit dem hinteren überhöhten Geschütz bis zum Verbrauch der Munition in das Gefecht einzugreifen. 139 Mann konnten sich an Land retten, von denen 26 schwer verwundet waren. Die Flut trieb das verlassene Wrack später wieder auf, das dann treibend in seichtem Wasser kenterte.

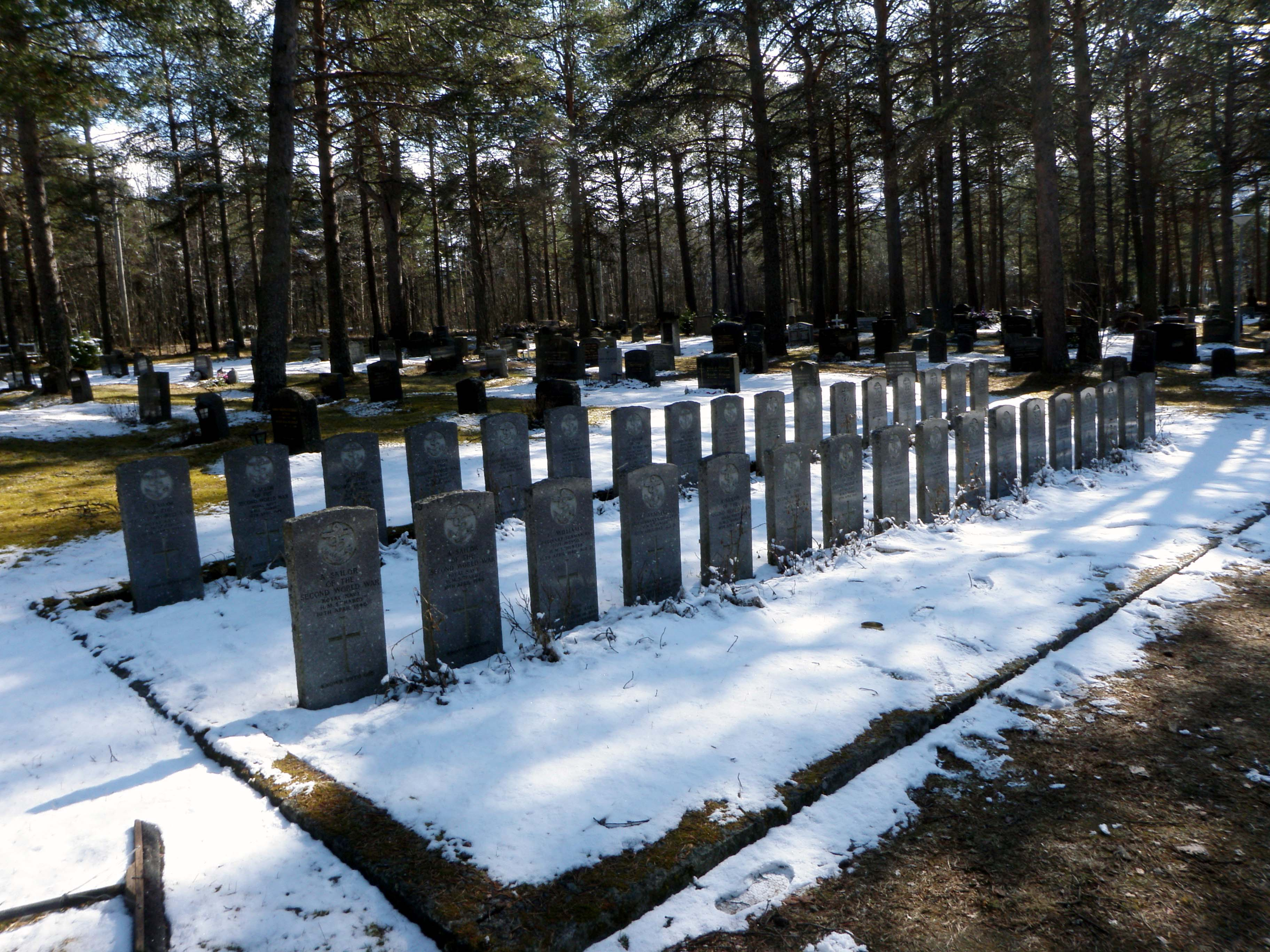
Gräber der Hardy

Das Wrack wurde erst 1963 beseitigt. 32 der Toten der Hardy sind auf dem Friedhof der kleinen Ortschaft Håkvik nahe Narvik beerdigt.